# Naïm Aarab
Naïm Aarab (Brussel, 7 februari 1988) is een Belgisch voormalig voetballer die als verdediger speelde. Hij speel onder ander wedstrijden voor N.E.C., Charleroi en Wydad Casablanca.

## Clubs

### Jeugd & N.E.C.
Aarab groeide op in Anderlecht. Daar speelde hij ook in de jeugdopleiding. Voor zijn tijd bij RSC Anderlecht speelde hij in de jeugd van AFC Tubize. Na een succesvol jaar bij Jong N.E.C. tekende Aarab op 18 juni 2007 een eenjarig-contract bij N.E.C. in Nijmegen. Op 20 mei 2008 werd bekendgemaakt dat N.E.C. en Aarab niet tot overeenstemming zijn gekomen over contractverlenging en dat hij N.E.C. zou gaan verlaten. Hij speelde uiteindelijk 7 wedstrijden in de Eredivisie.

### AE Larissa & RSC Charleroi
Eind juli 2008 tekende hij een contract voor vier jaar bij het Griekse AE Larissa. Hier speelde hij 57 wedstrijden over 4 jaar tijd. In de tussentijd werd hij ook voor 1 seizoen uitgeleend aan RSC Charleroi, Charleroi degradeerde dat seizoen en Aarab wist zijn eerste doelpunt in het profvoetbal te scoren. Terwijl AE Larissa in 2007 nog de groepsfase van de UEFA Cup behaalde en in de seizoenen hierop 5de en 8ste eindigde degradeerde men in het seizoen dat Aarab werd uitgeleend aan Charleroi. In 2011/12 was Aarab ondanks de slechte prestaties van de club was hij nog altijd niet een volledige titularis. AE Larissa eindigde dat seizoen 10de van de 18 in de GriekseTweede klasse.

### Újpest FC & STVV
In 2012 tekende hij een contract bij Újpest FC in Hongarije. Hier speelde hij in zijn eerste seizoen in Hongarije maar 10 wedstrijden, Ujpest eindigde op een teleurstellende 9de plek (van de 16). In het seizoen 2013/14 werd hij verhuurd aan Sint-Truidense VV. Hier speelde hij 31 wedstrijden en wist hij zijn 2de doelpunt in zijn profcarrière te scoren op 26-jarige leeftijd. STVV greep dat seizoen net naast promotie. De club eindigde uiteindelijk op de derde plaats in de tweede klasse.

### Wydad & Deinze
In september 2014 tekende Aarab een contract voor drie seizoenen bij Wydad Casablanca. In zijn eerste seizoen bij de Marokkoaanse grootmacht speelde hij maar 1 wedstrijd. Wydad werd dat seizoen kampioen. In juli 2015 sloot hij zich op huurbasis aan bij KMSK Deinze. Hier speelde hij 5 wedstrijden tot dat zijn huurperiode vroegtijdig werd beëindigd in januari 2016. Hij speelde voor de rest van het 2015/16 seizoen geen wedstrijd meer. Wydad eindigde 2de. In Marokko kampte Aarab met blessures en op eigen verzoek keerde hij in 2016 terug naar België voor zijn revalidatie en sloot aan het einde van dat jaar aan bij Deinze, waar hij 2 wedstrijden speelde. In 2017 keerde Aarab terug naar Wydad. Met de club werd hij tweemaal landskampioen en won hij de CAF Champions League 2017 en de CAF Supercup 2018.

### Amateurs
In september 2019 ging hij voor AFC Tubize spelen. Hier was hij voor het eerst in zijn carrière een echte vaste waarde. De kersverse degradant uit 1b stond er echter ook een reeks lager allesbehalve goed voor. Tubize verkeerde bijna het gehele seizoen in de degradatiezone. Hij sloot zijn carrière af bij RAS Santoise.

## Statistieken
| Seizoen | Club                | Competitie       | Competitie | Competitie | Beker | Beker | Overig | Overig | Totaal | Totaal |
| Seizoen | Club                | Competitie       | Wed.       | Dlp.       | Wed.  | Dlp.  | Wed.   | Dlp.   | Wed.   | Dlp.   |
| ------- | ------------------- | ---------------- | ---------- | ---------- | ----- | ----- | ------ | ------ | ------ | ------ |
| 2006/07 | N.E.C.              | Eredivisie       | 0          | 0          | 0     | 0     | 1      | 0      | 1      | 0      |
| 2007/08 | N.E.C.              | Eredivisie       | 6          | 0          | 1     | 0     | 0      | 0      | 7      | 0      |
| 2008/09 | AE Larissa 1964     | Super League     | 18         | 0          | 1     | 0     | 4      | 0      | 23     | 0      |
| 2009/10 | AE Larissa 1964     | Super League     | 16         | 0          | 1     | 0     | 2      | 0      | 19     | 0      |
| 2010/11 | → RSC Charleroi     | Eerste klasse A  | 26         | 1          | 1     | 0     | 2      | 0      | 29     | 1      |
| 2011/12 | AE Larissa 1964     | Super League 2   | 14         | 0          | 1     | 0     | 0      | 0      | 15     | 0      |
| 2012/13 | Újpest FC           | NB I             | 9          | 0          | 1     | 0     | 0      | 0      | 10     | 0      |
| 2012/13 | Újpest II           | NB II            | 8          | 1          | 0     | 0     | 0      | 0      | 8      | 1      |
| 2013/14 | → Sint-Truidense VV | Eerste klasse B  | 26         | 1          | 0     | 0     | 6      | 0      | 32     | 1      |
| 2014/15 | Wydad AC Casablanca | Botola Pro       | 1          | 0          | 0     | 0     | 0      | 0      | 1      | 0      |
| 2015/16 | → KMSK Deinze       | Eerste klasse B  | 5          | 0          | 0     | 0     | 0      | 0      | 5      | 0      |
| 2016/17 | KMSK Deinze         | Eerste nationale | 2          | 0          | 0     | 0     | 0      | 0      | 2      | 0      |
| 2016/17 | Wydad AC Casablanca | Botola Pro       | 2          | 1          | 0     | 0     | 2      | 1      | 4      | 2      |
| 2017/18 | Wydad AC Casablanca | Botola Pro       | 8          | 1          | 0     | 0     | 8      | 1      | 16     | 2      |
| 2018/19 | Wydad AC Casablanca | Botola Pro       | 1          | 0          | 1     | 0     | 2      | 0      | 4      | 0      |
| 2019/20 | AFC Tubize          | Eerste nationale | 19         | 4          | 0     | 0     | 0      | 0      | 19     | 4      |
| 2020/21 | AFC Tubize          | Tweede afdeling  | 3          | 0          | 0     | 0     | 0      | 0      | 3      | 0      |
| 2021/22 | AFC Tubize          | Tweede afdeling  | 20         | 1          | 0     | 0     | 5      | 0      | 25     | 1      |
| 2022/23 | AFC Tubize          | Tweede afdeling  | 23         | 0          | 0     | 0     | 1      | 0      | 24     | 0      |
| Totaal  | Totaal              | Totaal           | 206        | 10         | 7     | 0     | 33     | 2      | 246    | 12     |

## Erelijst
Wydad Casablanca
- Botola Pro (3x): 2014/15, 2016/17, 2018/19
- CAF Champions League (1x): 2016/17
- CAF Super Cup (1x): 2017/18